# العلاقات الجنوب إفريقية الميانمارية
العلاقات الجنوب أفريقية الميانمارية هي العلاقات الثنائية التي تجمع بين جنوب أفريقيا وميانمار.

## مقارنة بين البلدين
هذه مقارنة عامة ومرجعية للدولتين:
| وجه المقارنة                                              | جنوب أفريقيا | ميانمار          |
| --------------------------------------------------------- | --- | ---------------- |
| المساحة (كم2)                                             | 1.22 مليون | 676.58 ألف       |
| عدد السكان (نسمة)                                         | 57.73 مليون | 53.37 مليون      |
| الكثافة السكانية (ن./كم²)                                 | 47.32 | 78.88            |
| العاصمة                                                   | بريتوريا، بلومفونتين، كيب تاون | نايبيداو، يانغون |
| اللغة الرسمية                                             | لغة إنجليزية، اللغة الأفريقانية، اللغة النديبلي الجنوبية، اللغة السوثو الشمالية، اللغة السوتية، لغة سوازي، اللغة التسونجا، اللغة التسوانية، اللغة الفيندية، اللغة الكوسية، اللغة الزولوية | اللغة البورمية   |
| العملة                                                    | راند جنوب أفريقي | كيات ميانماري    |
| الناتج المحلي الإجمالي (بليون دولار)                      | 349.42 مليار | 69.32 مليار      |
| الناتج المحلي الإجمالي (تعادل القوة الشرائية) بليون دولار | 725.91 مليار | 282.95 مليار     |
| الناتج المحلي الإجمالي الاسمي للفرد دولار أمريكي          | 5.72 ألف | 1.16 ألف         |
| الناتج المحلي الإجمالي للفرد دولار أمريكي                 | 13.05 ألف |                  |
| مؤشر التنمية البشرية                                      | 0.666 | 0.536            |
| رمز المكالمات الدولي                                      | +27 | +95              |
| رمز الإنترنت                                              | .za | .mm              |
| المنطقة الزمنية                                           | ت ع م+02:00، أفريقيا/جوهانسبرغ ‏ | ت ع م+06:30      |

## منظمات دولية مشتركة
يشترك البلدان في عضوية مجموعة من المنظمات الدولية، منها:
| علم المنظمة | اسم المنظمة                        | تاريخ انضمام جنوب أفريقيا | تاريخ انضمام ميانمار |
| ----------- | ---------------------------------- | ------------------------- | -------------------- |
|             | مؤسسة التنمية الدولية              | 12 أكتوبر 1960            | 5 نوفمبر 1962        |
|             | المنظمة الهيدروغرافية الدولية      | ?                         | ?                    |
|             | مؤسسة التمويل الدولية              | 3 أبريل 1957              | 3 ديسمبر 1956        |
|             | منظمة حظر الأسلحة الكيميائية       | ?                         | ?                    |
|             | يونسكو                             | 4 نوفمبر 1946             | 27 يونيو 1949        |
|             | الأمم المتحدة                      | 7 نوفمبر 1945             | 19 أبريل 1948        |
|             | الاتحاد الدولي للاتصالات           | 1910                      | 15 سبتمبر 1937       |
|             | منظمة الشرطة الجنائية الدولية      | ?                         | ?                    |
|             | البنك الدولي للإنشاء والتعمير      | 27 ديسمبر 1945            | 3 يناير 1952         |
|             | الاتحاد البريدي العالمي            | ?                         | ?                    |
|             | وكالة ضمان الاستثمار متعدد الأطراف | 10 مارس 1994              | 16 ديسمبر 2013       |
|             | منظمة التجارة العالمية             | 1995                      | ?                    |

## وصلات خارجية
- موقع وزارة الخارجية الجنوب أفريقية
- موقع وزارة الخارجية الميانمارية